# Populous
Populous ist eine Computerspielreihe von Peter Molyneux, deren gleichnamiger erster Teil 1989 von Electronic Arts veröffentlicht wurde. Es ist (nach Fusion) das zweite Spiel der von Molyneux gegründeten Firma Bullfrog Productions. Populous war sehr erfolgreich und gilt in einigen Quellen in Abgrenzung zu Utopia als Begründer der Göttersimulation, einer Variante der Wirtschaftssimulation. Durch zwei Nachfolger wurde Populous von Bullfrog Productions zur Serie ausgebaut.
Populous ist ein englisches Adjektiv und bedeutet bevölkerungsreich, ausgesprochen wird es ˈpɒpjələs.

## Chronologie
- Populous (1989)
  - Populous – The Promised Lands (1989)
  - Populous – The Final Frontier (1989)
  - Populous – World Editor (1992)
- Populous II – Trials of the Olympian Gods (1991)
  - Populous II – The Challenge Games (1992)
- Populous: The Beginning (1998)
  - Populous: The Beginning – Undiscovered Worlds (1999)

## Populous

Logo von der Spieleverpackung des ersten Teils.

Der 1989 erschienene erste Teil der Serie weist eine isometrische Grafikdarstellung auf. Ursprünglich wurde das Spiel als Brettspiel mit Lego-Klemmbausteinen entworfen. Für AmigaOS und den Atari ST erschienen bereits 1989 die zwei Erweiterungen The Promised Lands und The Final Frontier. Außerdem wurde 1992 mit dem World Editor ein Leveleditor für die Göttersimulation veröffentlicht.
Das 2001er Spiel Black & White, auch von Molyneux bei den Lionhead Studios entwickelt, wird als „geistiger Nachfolger“ von Populous betrachtet.

## Populous II – Trials of the Olympian Gods
Als Hintergrundgeschichte von Populous II – Trials of the Olympian Gods wählte man die griechische Mythologie, in der der Spieler in die Rolle eines Sohnes von Zeus schlüpft. Sowohl die Gebäude, die Spielfiguren wie auch die Benutzerschnittstelle wurden grafisch an die Optik der griechischen Antike angepasst.
Das Grundspielprinzip blieb dem von Populous zwar gleich (genauso auch die Landschaftstypen: Wüste, fruchtbares Land, Schnee, Lavaasche), es wurden jedoch einige Erweiterungen und Verbesserungen durchgeführt. Neben der verbesserten Grafik und Steuerung sind neue Zaubermöglichkeiten und Helden mit verschiedenen Fähigkeiten dazugekommen, die, ähnlich dem Kreuzritter aus dem Vorgänger, aus dem Anführer des Volkes generiert werden. Außerdem ist es möglich, für das gegnerische Volk unpassierbare Schutzmauern zu errichten und Straßen zu bauen, was die Bewegung des eigenen Volkes beschleunigt.
Eine der wichtigsten Neuerungen ist die Möglichkeit, die Fähigkeiten des eigenen Alter Ego (ähnlich den Rollenspielen) durch die Vergabe von Erfahrungspunkten zu erweitern, die man nach dem Abschluss eines Levels erhält. Das ermöglicht es, die Wirkung bestimmter Zauber zu verstärken, was im Vergleich zu Populous - bei dem die Zauberwirkungen immer gleich sind - eine enorme Veränderung der taktischen Vorgehensweise bedeutet. Es besteht jetzt die Möglichkeit und gleichzeitig Gefahr, seine eigenen Fähigkeiten zu einseitig auszubauen, was unter Umständen bedeutet, dass man in bestimmten Leveln die Zauber des Gegners nicht neutralisieren kann.
Die Anzahl der zu erobernden Welten wurde im Vergleich zu Populous auf 1000 verdoppelt. Wie im Vorgänger werden allerdings (je nach erreichter Punktezahl) nach dem Beenden eines Levels einige Welten übersprungen, was das Durchspielen aller Level in der Praxis verhindert.
Auch Populous II bietet eine Mehrspieler-Möglichkeit per Nullmodem-Kabel oder Modem.

### Erweiterung
Die Erweiterung The Challenge Games ist im Prinzip dem Hauptprogramm gleich, allerdings ist die Geschichte des Spiels zu der Zeit des feudalen Japans angesiedelt.
Die Kampagne des Spiels beinhaltet 500 Welten, die graphisch an das japanische Thema angepasst wurden. So sind Gebäude als Pagoden und Helden unter anderem als Samurai oder Sumo-Ringer dargestellt und das Volk trägt Kimonos. Auch die Benutzerschnittstelle wurde mit Kanji-Schriftzeichen verziert.
Die einzige spielerische Änderung ist der hinzugefügte "Challenge-Modus", der im Gegensatz zu den im Hauptprogramm (sowie dessen Vorgänger) befindlichen Modi "Conquest" (Kampagne) und "Custom" (freies Spiel), nicht die Eroberung einer Welt als Ziel hat, sondern dem Spieler Aufgaben stellt, wie zum Beispiel: "Rette den letzten verbliebenen Bewohner dieser Welt vor der nahenden Flut". Der Spieler hat dabei die Möglichkeit, ohne Rücksicht auf seinen Mana-Vorrat zu zaubern.

## Populous: The Beginning
Während Populous II dem ursprünglichen Populous spielerisch und durch die Verwendung isometrischer Grafik ähnelt, wurde mit dem dritten Teil Populous: The Beginning die Darstellung der Spielewelt auf perspektivische 3D-Grafik umgestellt. Auch ist die Spielwelt nicht flach, sondern besteht aus einer Kugel. Anstelle eines göttlichen Wesens nimmt der Spieler in Populous: The Beginning die Rolle einer Schamanin ein, die erst noch (durch den Sieg über mehrere Gegenspielerinnen auf zahlreichen Welten) zur Göttin aufsteigen muss. Im letzten Szenario ist sie schließlich aufgestiegen und nur noch als "Götterhand" im Spiel präsent.
Man hat die Spielerfarbe blau; Insgesamt gibt es 3 Stämme. Die Schamanin kann Zauber herbeirufen, wie z. B. Insektenplage, Feuerball, Brücke, Erosion, Land ebnen, Hypnose, Unsichtbarkeit, Todesengel, Vulkan, Feuerregen, Erdbeben usw. Es gibt insgesamt 25 Level, in denen man versucht, den Gegner / die Gegner auszulöschen.